# Pikariluoto
Pikariluoto är en ö i Finland. Den ligger i sjön Muuratjärvi och i kommunen Muurame i den ekonomiska regionen  Jyväskylä ekonomiska region  och landskapet Mellersta Finland, i den södra delen av landet, 220 km norr om huvudstaden Helsingfors. Öns största längd är 60 meter i sydväst-nordöstlig riktning.